# Desensitized
Desensitized – drugi album zespołu Drowning Pool.

## Lista utworów
1. "Think" – 3:32
2. "Step Up" – 3:17
3. "Numb" – 3:31
4. "This Life" – 3:42
5. "Nothingness" – 3:23
6. "Bringing Me Down" – 3:08
7. "Love and War" – 3:37
8. "Forget" – 3:22
9. "Cast Me Aside" – 4:13
10. "Killin' Me" – 3:07
11. "Hate" – 3:41